# Leiden
Leiden [lejdn] (starším nizozemským pravopisem Leyden) je město v provincii Jižní Holandsko v Nizozemsku. Žije zde přibližně 124 tisíc obyvatel. Město tvoří spolu s Oegstgeestem, Leiderdorpem, Voorschotenem, Valkenburgem, Rijnsburgem a Katwijkem jednu městskou aglomeraci s 254 000 obyvateli. Leiden leží v deltě veletoku Rýn na Starém Rýnu (Oude Rijn) poblíž měst Haag a Haarlem. Více než 4 % jeho rozlohy tvoří vodní plochy. Podobně jako jiná holandská města je Leiden protkán sítí kanálů (nizozemsky grachten). Kromě umělých kanálů patří k tomuto dopravnímu systému již zmíněný Starý Rýn a také jeho 2,3 km dlouhá odbočka Nový Rýn (Nieuwe Rijn).
V minulosti byl Leiden velmi významným centrem výroby sukna. Od roku 1575 zde působí univerzita, na které mimo jiné působila řada nositelů Nobelovy ceny za fyziku. Leiden je však především dobře zachovaným historickým městem. Proto je každoročně cílem mnoha turistů a milovníků historie. Sídlí zde i řada muzeí. Pochází odtud mnoho významných osobností, například malíři Rembrandt van Rijn a Jan van Goyen.
Kromě Leidenské univerzity zde působí také Leidenské univerzitní lékařské centrum (LUMC) a soukromá americká Websterova univerzita.

## Historie
Doklady o tom, že Leiden vznikl původně jako římský tábor Lugdunum Batavorum jsou podvržené[zdroj?] (byl jím ve skutečnosti dnešní Katwijk). Přesto má Leiden velmi dávnou historii. Ve 4. století zde byla římská pevnost Leithon. Do roku 1420 město podléhalo správě hraběcích správců (purkrabích), reprezentujících holandský dvůr. V roce 1266 město získalo městská práva.

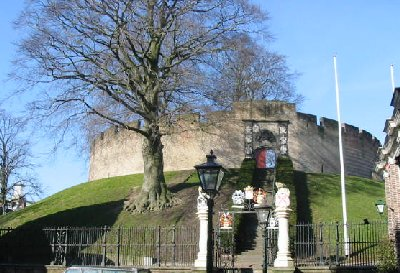
pevnost De Burcht

### Středověké dějiny
Pevnost v Leidenu vznikla v 9. století, když v Utrechtu vládli Vikingové. Roku 1047 pevnost dobyl římský císař Jindřich III. Černý. Pevnost v Leidenu byla hraniční pevností Holandska (název pochází z roku 1101, kdy označoval okolí pevnosti: Holtland nebo Holland). Ada Holandská se zde ukryla za domácí války před svým bratrem Wilémem I. Holandským. Ten však pevnost dobyl.
Hrabě Floris V. udělil Leidenu roku 1266 městská práva. Přesto město stále podléhalo moci hraběcích úředníků. Jejich správa skončila roku 1420, kdy bavorský vévoda Jan III. v takzvané „Purkrabské válce“ díky chytrému manévru město dobyl. Jan III. totiž nejprve během jediného týdne obsadil okolní pevnosti chráněné pouze slabými posádkami: Poelgeest, Ter Does, Hoichmade, de Zijl, ter Waerd, Warmond a de Paddenpoel, a teprve pak oblehl samotné město. Toto obléhání začalo 24. června a skončilo už 17. srpna, kdy se město vzdalo. Hraběcí správce Filips van Wassenaar byl poté zbaven úřadu a uvězněn.

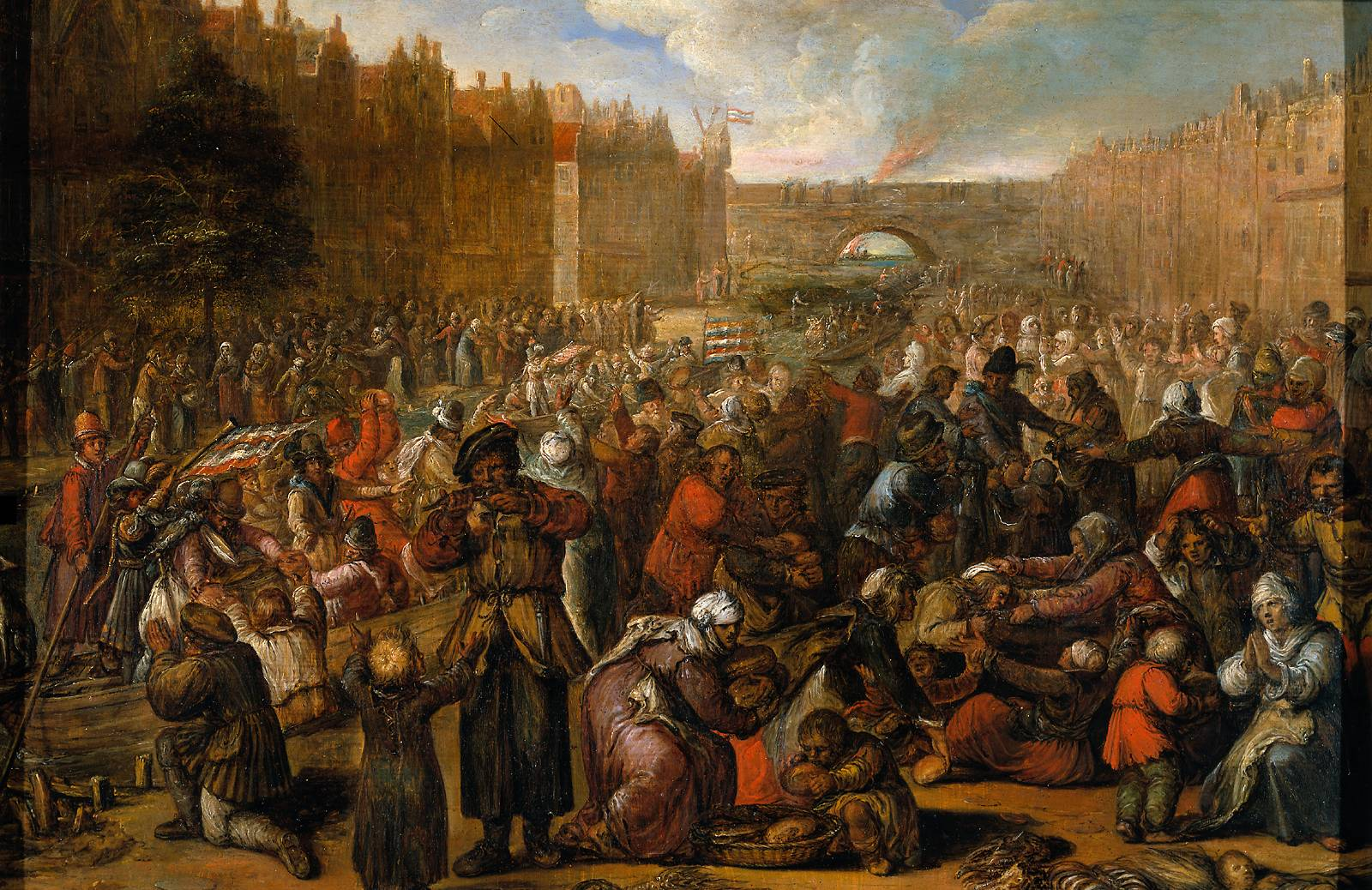
Otto van Veen: Pomoc obleženému Leidenu – lodě přivážející potraviny a jejich rozdělování hladovým

### Leiden v 16. a 17. století
V 16. a 17. století zažil Leiden dobu největšího rozkvětu. Na konci 15. století zde totiž vznikla řada tkalcoven vyrábějících sukno (zvláště klot). Tyto tkalcovny byly proslulé a leidenské sukno, leidenské baize (kulečníkové plátno) a leidenský camelot byly velmi známými pojmy. V Leidenu sídlili také významní tiskaři a nakladatelé. Tiskařské manufaktury zde provozovali například Christoffel Plantijn či jeho žák Lodewijk Elzevir (1547–1617), který v Leidenu založil velmi významný obchod s knihami.
Význam a bohatství města hrál velkou roli v osmdesátileté válce, v níž Holanďané získali nezávislost na Španělsku. V průběhu této války bylo město obléháno Španěly. Blokáda trvala od května do října 1574. Holanďanům se podařilo následky blokády zmírňovat tím, že po protržení hrází a zaplavení luk dopravovali potraviny do města pomocí lodí. Za hrdinské vzdorování nepříteli udělil Vilém I. Oranžský městu univerzitu. Občané si přitom údajně mohli vybrat mezi univerzitou a odpuštěním daní. Den, kdy se podařilo díky vojskům Viléma I. Oranžského ukončit španělskou blokádu (3. říjen) je oslavován jako státní svátek. Po vyhnání Španělů se ještě zvýšil význam a proslulost místních manufaktur. Období prosperity pokračovalo po celé 17. století. Částečně i díky množství uprchlíků, kteří sem z vlámska stěhovali své textilní manufaktury. V době tzv. holandského zlatého věku byl Leiden největším městem po Amsterdamu.
Leiden je významný také pro dějiny osidlování Ameriky, protože tu v 17. století před svou cestou do Nového světa nějaký čas sídlili puritáni (stejně, jako někteří první osadníci Nového Amsterdamu – dnes New York)

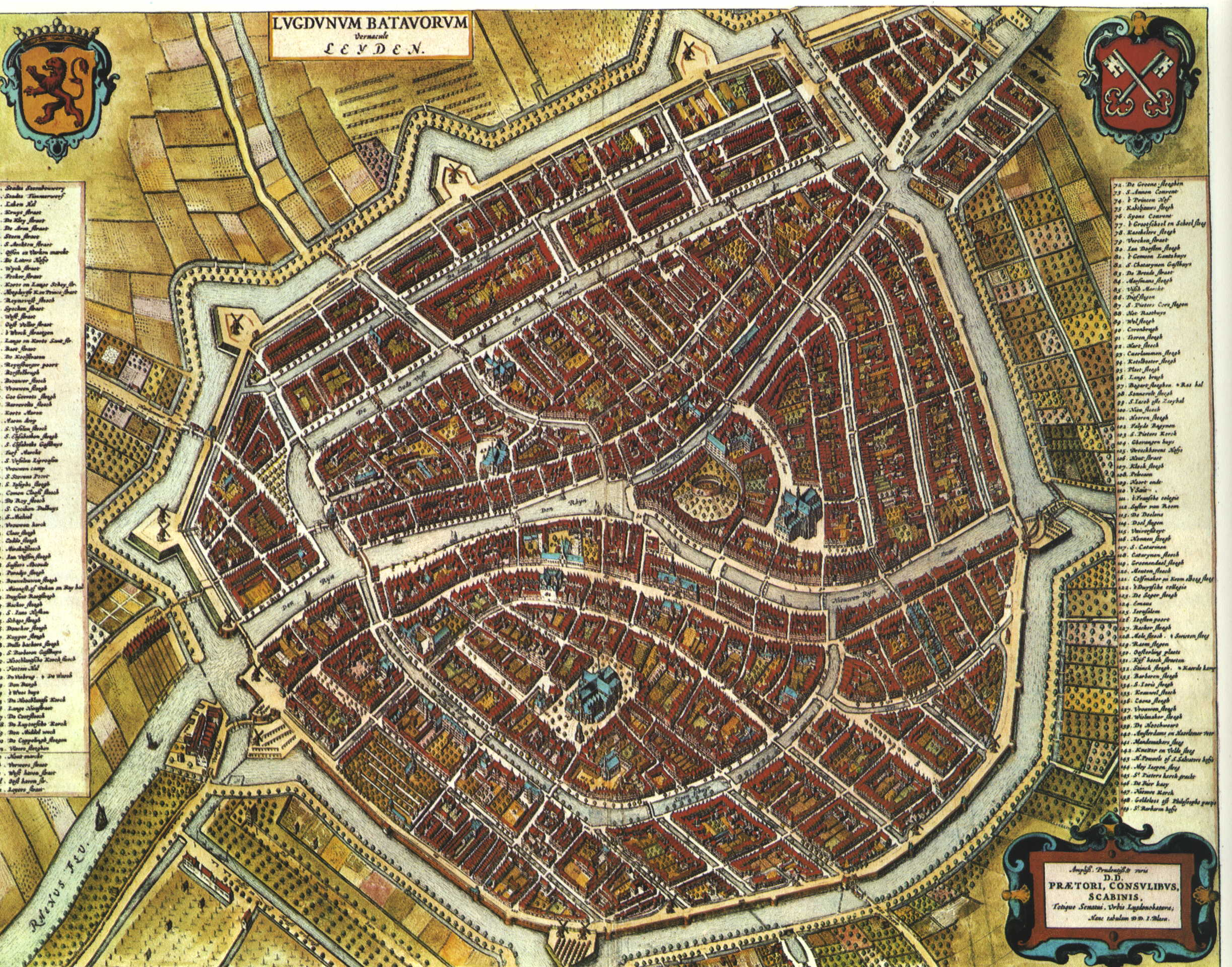
barokní plán města z roku 1652

### Novodobá historie
21. ledna 1807 postihla město katastrofa. Náhodný výbuch lodi převážející 17400 kg střelného prachu kanálem v centru města zabil 151 lidí, více než 2000 zranil a zničil kolem 2000 domů, mj. proslavenou tiskárnu rodiny Elsevier. Holandský král Louis Bonaparte po této katastrofě město osobně navštívil a poskytl obětem pomoc.
Roku 1842 byla uvedena do provozu železniční trať z Leidenu do Haarlemu. O rok později byl dokončen úsek do Haagu. Její vybudování vedlo ke zlepšení sociální a ekonomické situace města. Od konce 17. století totiž Leiden zažíval trvalý pokles významu i počtu obyvatel, především vinou úpadku soukenické výroby. Na počátku 19. století byla výroba sukna prakticky ukončena. Přesto byl i v tomto období pro ekonomiku města důležitý především kovozpracující a konzervárenský průmysl. Tento pokles významu města dokládá i pokles počtu obyvatel. Odhaduje se, že kolem roku 1640 zde žilo kolem 100 000 obyvatel. Mezi lety 1796 a 1811 už zde žilo pouze 30 000 obyvatel. Roku 1904, v období masového růstu počtu obyvatel jiných měst, pouze 56 044 obyvatel.
Během druhé světové války byl Leiden těžce postižen bombardováním, které sice nezasáhlo historické centrum, ale železniční nádraží s širokým okolím a Marewijk byly prakticky kompletně srovnány se zemí.

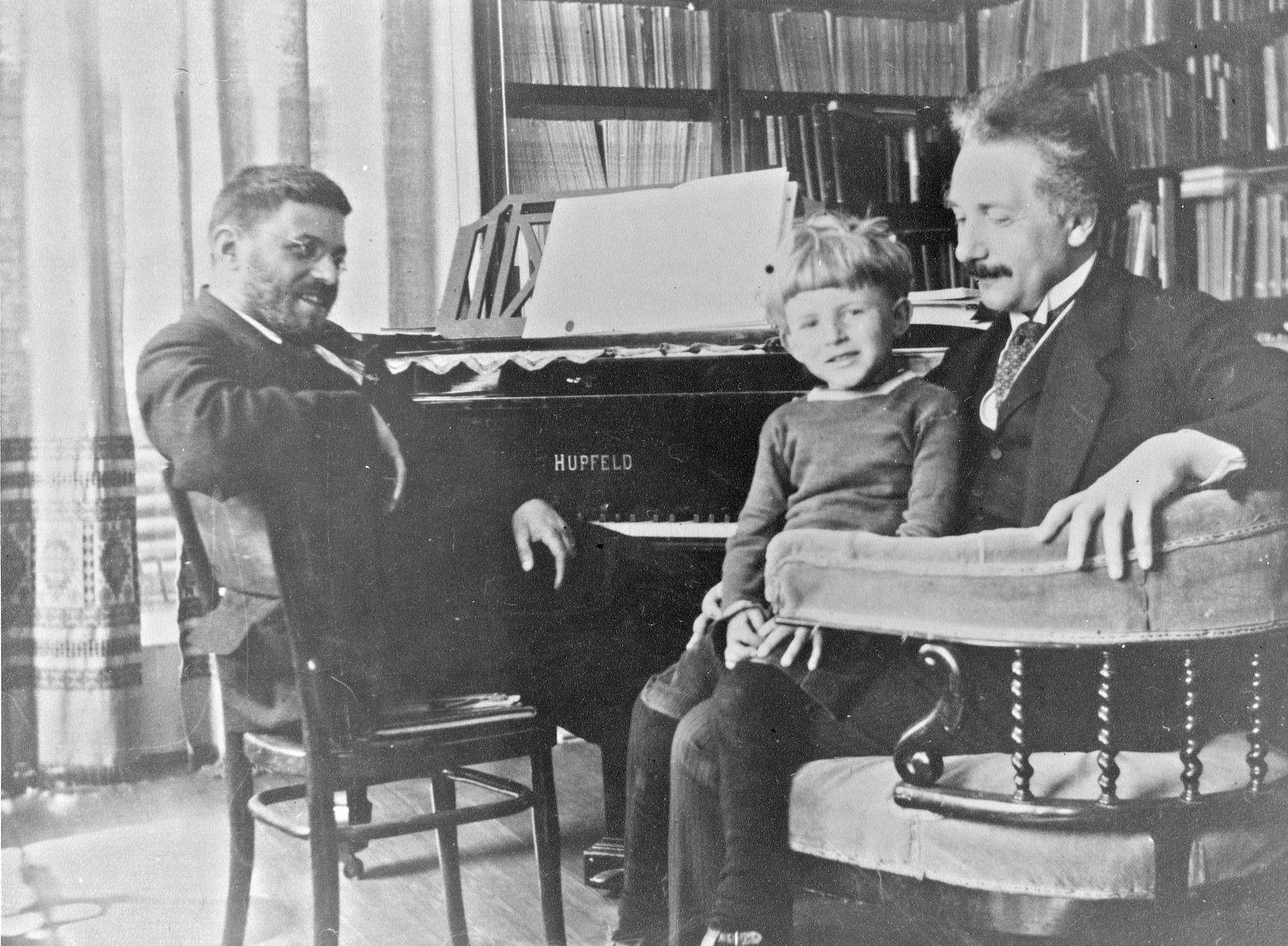
Albert Einstein s fyzikem Paulem Ehrenfestem a jeho synem v jeho leidenském domě v roce 1920

Leiden je významný i pro dějiny vědeckého bádání. Na univerzitě v Leidenu byla sestrojena leydenská láhev, kondenzátor vyrobený ze skleněné lahve, vynalezený Pieterem van Musschenbroek roku 1746. (už o rok dříve ji poprvé sestrojil Ewald Jürgen Georg von Kleist v Německu, ale termín „leidenská láhev“ přesto zůstal) Významným objevitelem byl i Heike Kamerlingh Onnes (1913 Nobelova cena za fyziku) Roku 1908 se mu podařilo zkapalnit helium tím, že se snížením jeho teploty pod 0,9 K se dostal nejblíže k absolutní nule. Na zdejší univerzitě studoval také Hendrik Antoon Lorentz, další nositel Nobelovy ceny za fyziku. Na počátku své kariéry zde působil též Albert Einstein.

### Současný Leiden
Dnes je Leiden vnímán hlavně jako turisticky atraktivní historické a univerzitní město. Konec španělského obléhání je slaven jako státní svátek a v Leidenu se pravidelně koná slavnost s průvodem a trhy. Lidé při tomto svátku jí tradiční jídlo tvořené sledi, bílým chlebem a specialitou zvanou hutspot (kaše z brambor, cibule a mrkve). Ještě významnější pro nizozemskou historii je však to, že zde Johan Rudolph Thorbecke (1798–1872) v dubnu 1848 sepsal na Garenmarkt 9 nizozemskou ústavu.

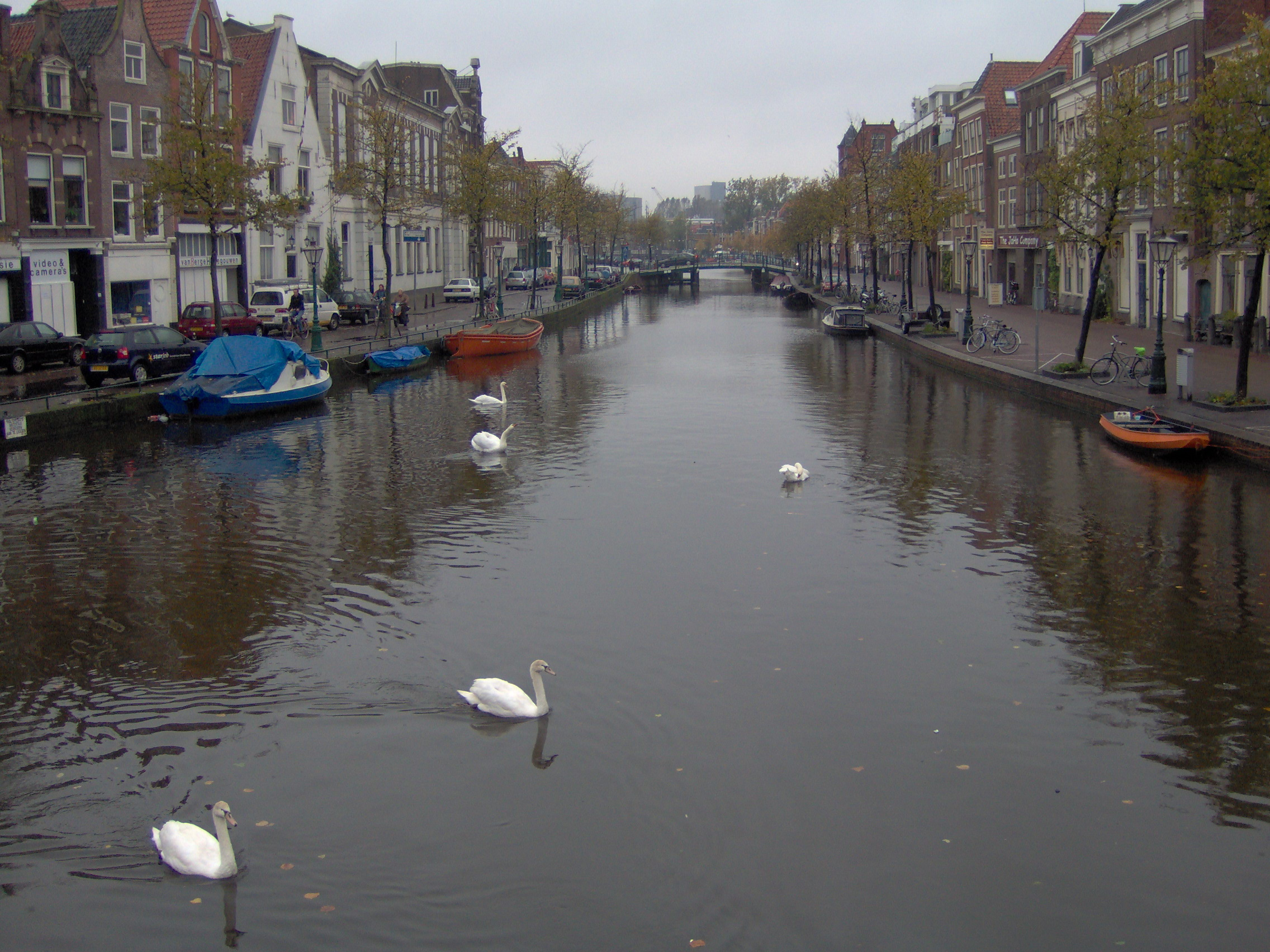
jeden z Leidenských kanálů

## Řeky, kanály a parky
Městem protékají od východu dvě ramena veletoku Rýn, a sice Starý Rýn a jeho 2,3 km dlouhá odbočka Nový Rýn. Tato ramena se stékají v centru města (viz výše barokní plán města). Kromě toho je město množstvím úzkých kanálů. V jižní části města je podél starých kanálů (Singel) a vnějšího kanálu řada zahrad a parků, mj. Hortus Botanicus - botanická zahrada. Rozsáhlý Van der Werffův park připomíná Pietera Adriaanszoon van der Werff, starostu města v době španělského obléhání roku 1574. Prostor, ve kterém se park nachází, vznikl roku 1807 náhodnou obrovskou explozí lodi převážející střelný prach.

## Významné stavby
Díky poklesu významu města od konce 17. století do počátku 20. století se dochovalo jeho centrum ze 16. a 17. století téměř nepoškozené mladšími úpravami. Proto je zde k vidění řada historických památek.

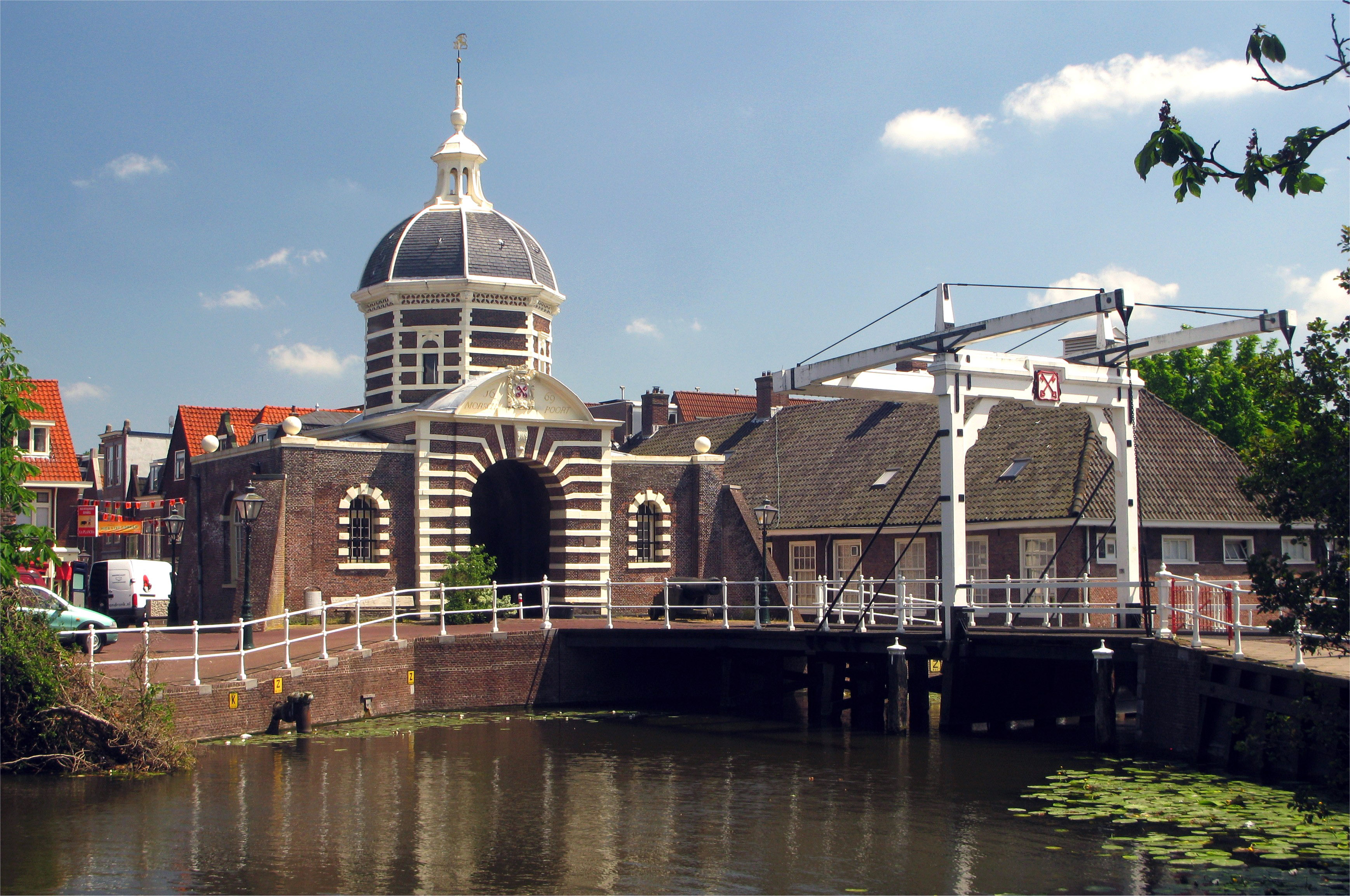
Leidenská západní brána, Morspoort

### Opevnění
Na soutoku dvou ramen Starého Rýna se nachází kruhová pevnost na hliněném návrší zvaná De Burcht. Předtím, než zde byl v 11. století postaven malý dřevěný hrad, sloužilo návrší pravděpodobně jako útočiště před vzdouvajícím se přílivem. Ze starých leidenských bran se dochovaly pouze dvě: Zijlpoort a Morspoort. Obě pocházejí z konce 17. století. Kromě jedné malé věže na Singelu se nic nedochovalo z městských hradeb. Další malou pevností je Gravensteen, postavený ve 13. století. Dochoval se díky tomu, že později sloužil jako dům, knihovna a vězení. Nyní je součástí budov univerzity.

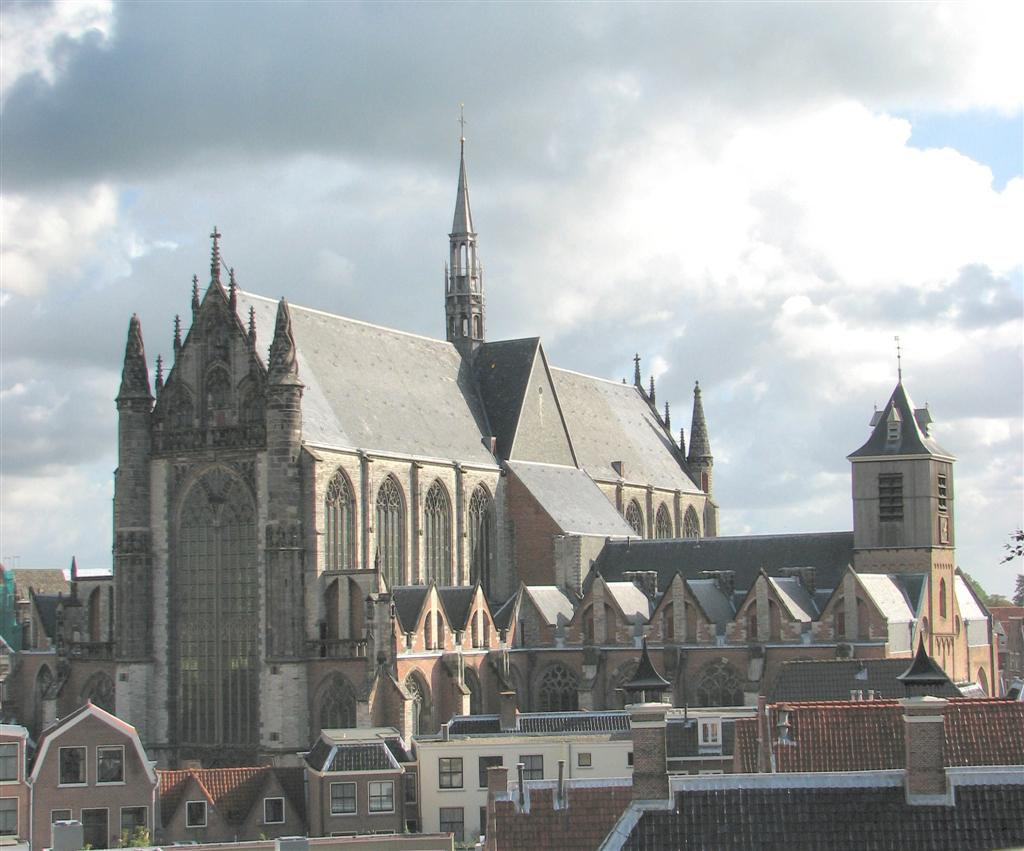
Hooglandse kerk, Leiden

### Kostely
Ve městě se dochovalo několik Významných gotických kostelů: Hooglandsche Kerk (kostel svatého Pankráce), který byl vybudován v 15. století a obsahuje náhrobek starosty Pietera Adriaanszoon van der Werff a Pieterskerk (kostel svatého Petra) (1315), obsahující náhrobky Scaliger, Boerhaava a dalších významných učenců). Historicky je významný Marekerk, protože to byl první kostel postavený v Holandsku po nástupu reformace. Stavba byla započata roku 1639 podle projektu Arenta van 's Gravesande. Jinými vybranými díly tohoto architekta je De Lakenhal v němž sídlí městské muzeum a Bibliotheca Thysiana (univerzitní knihovna). Stavba je příkladem holandského klasicismu. Jeho výstavba byla ukončena roku 1650 a je dodnes užíván.

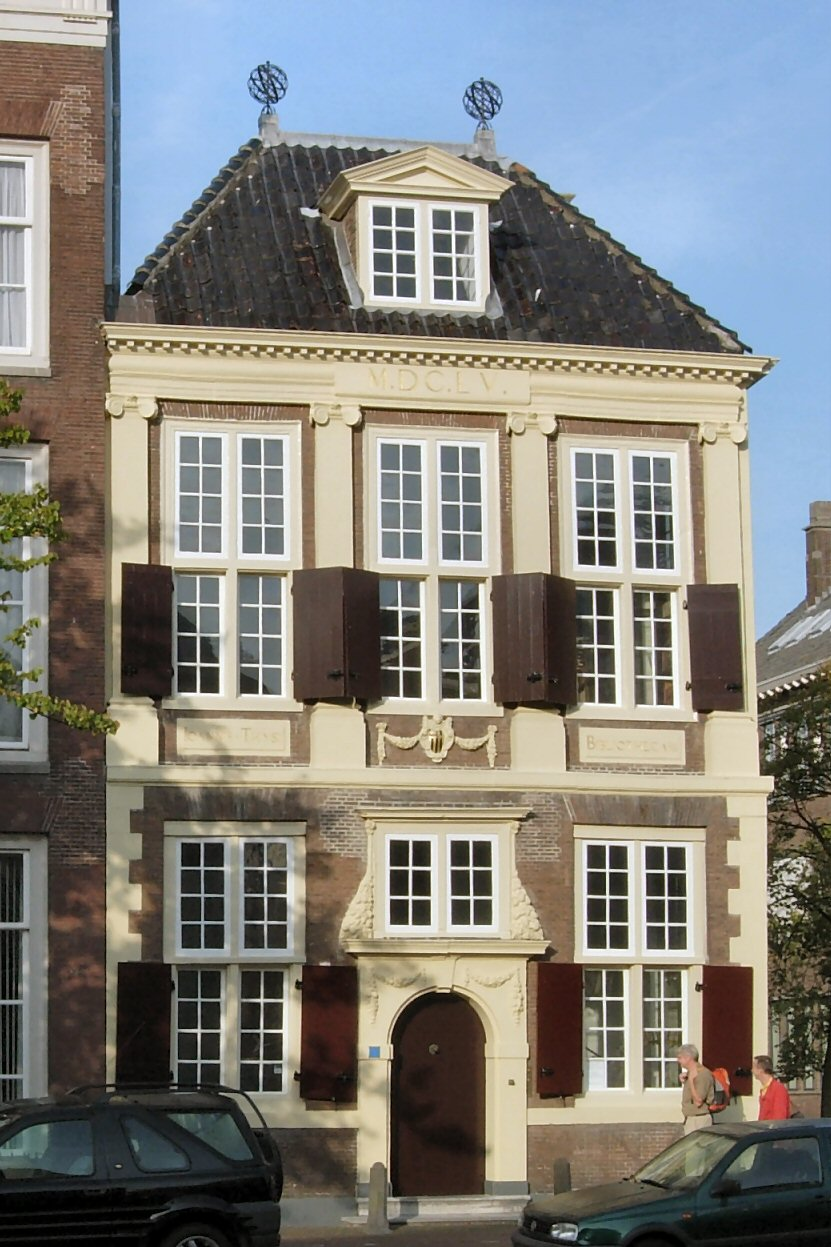
Bibliotheca Thysiana

### Univerzitní budovy
Mnoho budov v centru města využívá Leidenská univerzita. Hlavní budova univerzity pochází ze 16. století a původně sloužila jako klášter. Mezi instituce spojené s univerzitou patří: Národní centrum pro studium východních indických jazyků, etnologie a geografie; Botanická zahrada (Hortus Botanicus) založená 1587; leidenská observatoř založená 1860; Říšské muzeum starověkých památek (Rijksmuseum van Oudheden); etnografické muzeum, jehož jádrem byly etnografické sbírky japanologa Philippa Franze von Siebold. Bibliotheca Thysiana sídlí ve starém domě z roku 1655. Její knihovní fondy jsou zvláště bohaté na právnickou literaturu a lidové kroniky. Knihovna spravuje také množství speciálních fondů, například knihovnu Společnosti holandské literatury, založené roku 1766, a sbírku grafiky. V posledních letech vybudovala Leidenská univerzita tzv. Bio Science Park pro moderní výzkum biotechnologií. V roce 2016 byl v místním muzeu umístěn zakoupený exemplář dravého dinosaura druhu Tyrannosaurus rex s přezdívkou "Trix".

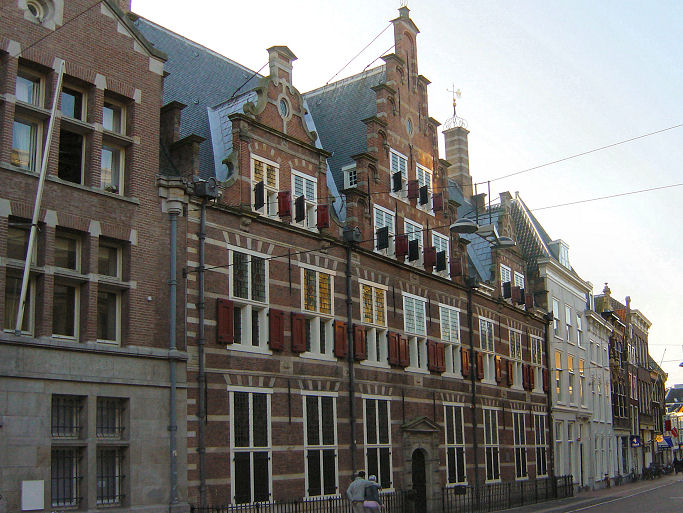
Hoogheemraadschap Rijnland

### Další významné stavby
Z dalších významných budov jmenujme radnici (Stadhuis), renesanční budovu ze 16. století, která však byla výrazně poškozena požárem v roce 1929); dům Gemeenslandshuis van Rynland (1596, obnovený roku 1878); váha (Waag), postavená Pieterem Postem; bývalý dům hraběcích správců (Gerecht); a větrný mlýn na mletí obilí v němž je dnes muzeum (Molen de Valk) (1743); staré gymnázium (Latijnse School) (1599); městský tesařský dům a molem (Stadstimmerwerf) (1612), obojí postavené Lievenem de Key. Další zajímavou stavbou je pesthuis, morový špitál postavený za hradbami města pro případ rozšíření moru. Špitál ovšem nikdy nesloužil svému účelu, protože se morová nákaza Holandsku vždy vyhnula. Dnes budova slouží muzeu Naturalis, které je největším muzeem přírodní historie na světě.

## Osobnosti Leidenu
- Vilém II. Holandský (1228–1256), holandský hrabě, později německý král
- Cornelis Engebrechtsz. (1468–1533), nizozemský malíř
- Lucas van Leyden (1494–1533), nizozemský rytec a malíř
- Jan z Leidenu (1509?–1536), nizozemský vůdce Anabaptistů při obsazení Münsteru
- Ludolph van Ceulen (1540–1610), německý matematik působící v Nizozemsku
- Willebrord Snellius (1580–1626), nizozemský astronom a matematik
- Jan van Goyen (1596–1656), nizozemský malíř
- Rembrandt van Rijn (1606–1669), nizozemský malíř, kreslíř, grafik a rytec
- Gerrit Dou (Gerhard; 1613–1675), nizozemský malíř
- Arnold Geulincx (1624–1669), nizozemský filozof, zakladatel okasionalismu
- Jan Steen (1626–1679), nizozemský malíř
- Gabriël Metsu (1629–1667), nizozemský malíř
- Herman Boerhaave (1668–1738), nizozemský botanik, humanista a lékař
- Gottfried van Swieten (1733–1803), nizozemský osvícenský diplomat v rakouských službách, knihovník a obdivovatel hudby
- Frédéric-Louis Allamand (1736–1803), švýcarský lékař a botanik
- Coenraad Jacob Temminck (1778–1858), nizozemský aristokrat a zoolog
- Friedrich Anton Wilhelm Miquel (1811–1871), německo-nizozemský botanik
- Johannes Diderik van der Waals (1837–1923), nizozemský fyzik, nositel Nobelovy ceny
- Heike Kamerlingh Onnes (1853–1926), nizozemský fyzik, nositel Nobelovy ceny
- Jan Oort (1900–1992), nizozemský astronom
- Marinus van der Lubbe (1909–1934), nizozemský komunista obviněný ze zapálení Říšského sněmu v Berlíně
- Armin van Buuren (*1976), nizozemský světově známý trance DJ a producent
- Laurine van Riessenová (* 1987), nizozemská rychlobruslařka

## Partnerská města
Leiden má tato partnerská města:
- Buffalo City, Jihoafrická republika
- Juigalpa, Nikaragua
- Krefeld, Německo
- Oxford, Anglie (Velká Británie)
- Toruń, Polsko

### Muzea a knihovny
- Stedelijk Museum de Lakenhal Městské muzeum
- Rijksmuseum van Oudheden Národní archeologické muzeum
- Naturalis Národní přírodopisné muzeum
- Rijksmuseum Volkenkunde Archivováno 6. 1. 2012 na Wayback Machine. Národní etnologické muzeum
- Museum Boerhaave Národní muzeum dějin vědy a lékařství
- Molen de Valk (nizozemsky) muzeum větrný mlýn
- Hortus Botanicus botanická zahrada
- Leiden American Pilgrim Museum Muzeum osídlování Ameriky
- Penningkabinet Archivováno 27. 9. 2007 na Wayback Machine. Národní numismatické muzeum
- Universiteitsbibliotheek Leiden Leidenská univerzitní knihovna
- Siebold House dům japanologa Philippa Franze von Siebold